# مينا فيتزباتريك
مينا فيتزباتريك (بالإنجليزية: Menna Fitzpatrick)‏ هي متزحلقة بريطانية، ولدت في 5 مايو 1998 في ماكليسفيلد في المملكة المتحدة.

## وصلات خارجية
- مينا فيتزباتريك على موقع Paralympic.org (الإنجليزية)
- مينا فيتزباتريك على موقع IPC.InfostradaSports.com (مؤرشف) (الإنجليزية)
- مينا فيتزباتريك على موقع اللجنة البارالمبية البريطانية (الإنجليزية)

- الموقع الرسمي